# Lienz (stacja kolejowa)
Lienz (niem: Bahnhof Lienz) – stacja kolejowa w Lienz, w kraju związkowym Tyrol, w Austrii. Stacja istnieje od 1871 roku i została odbudowana po ciężkim uszkodzeniu w 1944-45, a nowa stacja powstała w latach 1947-50.
Budynek dworca znajduje się na północno-wschodniej części śródmieścia. Po przeciwległej stronie znajduje się stacja rozrządowa.

## Historia
Stacja Lienz została wzniesiona w 1871 roku według projektu Wilhelma von Flatticha. Ponieważ był to najważniejszy dworzec między Villach i Franzensfeste, dworzec w Lienz został zaprojektowany jako budynek klasy I. Oznaczało to, że stacja Lienz posiadała najwyższą kategorię.
Oryginalny budynek stacji składał się z holu z recepcją, restauracją i powiązanymi budynkami gospodarczymi.
W czasie II wojny światowej, stacja Lienz w latach 1944-45 była wielokrotnie niszczona przez bombardowania. Najpoważniejszy atak miał miejsce w dniu 19 kwietnia 1945, kiedy to główny budynek został poważnie uszkodzony wraz z restauracji i lokomotywownią. Główny budynek został przebudowany w latach 1947-50.
Stacja Lienz ma zostać zmodernizowana, a koszty przebudowy zostaną pokryte przez kraj związkowy i ÖBB.

## Linie kolejowe
- Drautalbahn